# منتخب فلسطين تحت 20 سنة لكرة القدم للسيدات
منتخب فلسطين تحت 20 سنة لكرة القدم للسيدات والمعروف باسم "الفدائيات"، هو المنتخب الوطني الرسمي الذي يمثل فلسطين في كرة القدم للشابات. يتبع للاتحاد الفلسطيني لكرة القدم. يُشار إليه أحيانًا باسم المنتخب الوطني لأقل من 19 سنة أو تحت 18 سنة.
لم يسبق للمُنتخب أن تأهل لكأس العالم للسيدات تحت 20 سنة أو كأس آسيا للسيدات تحت 20 سنة ولم يحقق أي إنجاز حتى الآن.

## التاريخ
لعب المنتخب أول مُباراة رسمية له ضد الأردن في 18 أكتوبر 2012 خلال تصفيات كأس آسيا. انتهى بخسارة 8–0. وخسر بنفس النتيجة أمام إيران في المباراة التالية، وتعادل مع طاجيكستان 2–2 في المباراة قبل الأخيرة ليحقق أول نقطة له على الإطلاق. بفارق الأهداف مقابل طاجيكستان، جاءت فلسطين في المركز الأخير.

## السجل التنافسي

### كأس العالم للسيدات تحت 20 سنة
| كأس العالم للسيدات تحت 20 سنة لكرة القدم | كأس العالم للسيدات تحت 20 سنة لكرة القدم | كأس العالم للسيدات تحت 20 سنة لكرة القدم | كأس العالم للسيدات تحت 20 سنة لكرة القدم | كأس العالم للسيدات تحت 20 سنة لكرة القدم | كأس العالم للسيدات تحت 20 سنة لكرة القدم | كأس العالم للسيدات تحت 20 سنة لكرة القدم | كأس العالم للسيدات تحت 20 سنة لكرة القدم | كأس العالم للسيدات تحت 20 سنة لكرة القدم | كأس العالم للسيدات تحت 20 سنة لكرة القدم |                                                                 | التصفيات                                                        | التصفيات                                                        | التصفيات                                                        | التصفيات                                                        | التصفيات                                                        | التصفيات                                                        | التصفيات |
| السنة                                    | الدور                                    | المركز                                   | لعب                                      | ف                                        | ت                                        | خ                                        | له                                       | عليه                                     | التشكيلة                                 | المركز                                                          | لعب                                                             | ف                                                               | ت                                                               | خ                                                               | له                                                              | عليه                                                            |          |
| ---------------------------------------- | ---------------------------------------- | ---------------------------------------- | ---------------------------------------- | ---------------------------------------- | ---------------------------------------- | ---------------------------------------- | ---------------------------------------- | ---------------------------------------- | ---------------------------------------- | --------------------------------------------------------------- | --------------------------------------------------------------- | --------------------------------------------------------------- | --------------------------------------------------------------- | --------------------------------------------------------------- | --------------------------------------------------------------- | --------------------------------------------------------------- | -------- |
| 2002                                     | لم يُشارك                                 | لم يُشارك                                 | لم يُشارك                                 | لم يُشارك                                 | لم يُشارك                                 | لم يُشارك                                 | لم يُشارك                                 | لم يُشارك                                 | لم يُشارك                                 | لم يُشارك                                                        | لم يُشارك                                                        | لم يُشارك                                                        | لم يُشارك                                                        | لم يُشارك                                                        | لم يُشارك                                                        | لم يُشارك                                                        |          |
| 2004                                     | لم يُشارك                                 | لم يُشارك                                 | لم يُشارك                                 | لم يُشارك                                 | لم يُشارك                                 | لم يُشارك                                 | لم يُشارك                                 | لم يُشارك                                 | لم يُشارك                                 | لم يُشارك                                                        | لم يُشارك                                                        | لم يُشارك                                                        | لم يُشارك                                                        | لم يُشارك                                                        | لم يُشارك                                                        | لم يُشارك                                                        |          |
| 2006                                     | لم يُشارك                                 | لم يُشارك                                 | لم يُشارك                                 | لم يُشارك                                 | لم يُشارك                                 | لم يُشارك                                 | لم يُشارك                                 | لم يُشارك                                 | لم يُشارك                                 | لم يُشارك                                                        | لم يُشارك                                                        | لم يُشارك                                                        | لم يُشارك                                                        | لم يُشارك                                                        | لم يُشارك                                                        | لم يُشارك                                                        |          |
| 2008                                     | لم يُشارك                                 | لم يُشارك                                 | لم يُشارك                                 | لم يُشارك                                 | لم يُشارك                                 | لم يُشارك                                 | لم يُشارك                                 | لم يُشارك                                 | لم يُشارك                                 | لم يُشارك                                                        | لم يُشارك                                                        | لم يُشارك                                                        | لم يُشارك                                                        | لم يُشارك                                                        | لم يُشارك                                                        | لم يُشارك                                                        |          |
| 2010                                     | لم يُشارك                                 | لم يُشارك                                 | لم يُشارك                                 | لم يُشارك                                 | لم يُشارك                                 | لم يُشارك                                 | لم يُشارك                                 | لم يُشارك                                 | لم يُشارك                                 | لم يُشارك                                                        | لم يُشارك                                                        | لم يُشارك                                                        | لم يُشارك                                                        | لم يُشارك                                                        | لم يُشارك                                                        | لم يُشارك                                                        |          |
| 2012                                     | لم يُشارك                                 | لم يُشارك                                 | لم يُشارك                                 | لم يُشارك                                 | لم يُشارك                                 | لم يُشارك                                 | لم يُشارك                                 | لم يُشارك                                 | لم يُشارك                                 | لم يُشارك                                                        | لم يُشارك                                                        | لم يُشارك                                                        | لم يُشارك                                                        | لم يُشارك                                                        | لم يُشارك                                                        | لم يُشارك                                                        |          |
| 2014                                     | لم يتأهل                                 | لم يتأهل                                 | لم يتأهل                                 | لم يتأهل                                 | لم يتأهل                                 | لم يتأهل                                 | لم يتأهل                                 | لم يتأهل                                 | لم يتأهل                                 | كانت بطولة آسيا للسيدات تحت 19 سنة 2013 بمثابة التصفيات المؤهلة | كانت بطولة آسيا للسيدات تحت 19 سنة 2013 بمثابة التصفيات المؤهلة | كانت بطولة آسيا للسيدات تحت 19 سنة 2013 بمثابة التصفيات المؤهلة | كانت بطولة آسيا للسيدات تحت 19 سنة 2013 بمثابة التصفيات المؤهلة | كانت بطولة آسيا للسيدات تحت 19 سنة 2013 بمثابة التصفيات المؤهلة | كانت بطولة آسيا للسيدات تحت 19 سنة 2013 بمثابة التصفيات المؤهلة | كانت بطولة آسيا للسيدات تحت 19 سنة 2013 بمثابة التصفيات المؤهلة |          |
| 2016                                     | لم يتأهل                                 | لم يتأهل                                 | لم يتأهل                                 | لم يتأهل                                 | لم يتأهل                                 | لم يتأهل                                 | لم يتأهل                                 | لم يتأهل                                 | لم يتأهل                                 | كانت بطولة آسيا للسيدات تحت 19 سنة 2015 بمثابة التصفيات المؤهلة | كانت بطولة آسيا للسيدات تحت 19 سنة 2015 بمثابة التصفيات المؤهلة | كانت بطولة آسيا للسيدات تحت 19 سنة 2015 بمثابة التصفيات المؤهلة | كانت بطولة آسيا للسيدات تحت 19 سنة 2015 بمثابة التصفيات المؤهلة | كانت بطولة آسيا للسيدات تحت 19 سنة 2015 بمثابة التصفيات المؤهلة | كانت بطولة آسيا للسيدات تحت 19 سنة 2015 بمثابة التصفيات المؤهلة | كانت بطولة آسيا للسيدات تحت 19 سنة 2015 بمثابة التصفيات المؤهلة |          |
| 2018                                     | لم يتأهل                                 | لم يتأهل                                 | لم يتأهل                                 | لم يتأهل                                 | لم يتأهل                                 | لم يتأهل                                 | لم يتأهل                                 | لم يتأهل                                 | لم يتأهل                                 | كانت بطولة آسيا للسيدات تحت 19 سنة 2017 بمثابة التصفيات المؤهلة | كانت بطولة آسيا للسيدات تحت 19 سنة 2017 بمثابة التصفيات المؤهلة | كانت بطولة آسيا للسيدات تحت 19 سنة 2017 بمثابة التصفيات المؤهلة | كانت بطولة آسيا للسيدات تحت 19 سنة 2017 بمثابة التصفيات المؤهلة | كانت بطولة آسيا للسيدات تحت 19 سنة 2017 بمثابة التصفيات المؤهلة | كانت بطولة آسيا للسيدات تحت 19 سنة 2017 بمثابة التصفيات المؤهلة | كانت بطولة آسيا للسيدات تحت 19 سنة 2017 بمثابة التصفيات المؤهلة |          |
| 2022                                     | انسحب                                    | انسحب                                    | انسحب                                    | انسحب                                    | انسحب                                    | انسحب                                    | انسحب                                    | انسحب                                    | انسحب                                    | انسحب                                                           | انسحب                                                           | انسحب                                                           | انسحب                                                           | انسحب                                                           | انسحب                                                           | انسحب                                                           |          |
| 2024                                     | لم يتأهل                                 | لم يتأهل                                 | لم يتأهل                                 | لم يتأهل                                 | لم يتأهل                                 | لم يتأهل                                 | لم يتأهل                                 | لم يتأهل                                 | لم يتأهل                                 | كانت كأس آسيا للسيدات تحت 20 سنة 2024 بمثابة التصفيات المؤهلة   | كانت كأس آسيا للسيدات تحت 20 سنة 2024 بمثابة التصفيات المؤهلة   | كانت كأس آسيا للسيدات تحت 20 سنة 2024 بمثابة التصفيات المؤهلة   | كانت كأس آسيا للسيدات تحت 20 سنة 2024 بمثابة التصفيات المؤهلة   | كانت كأس آسيا للسيدات تحت 20 سنة 2024 بمثابة التصفيات المؤهلة   | كانت كأس آسيا للسيدات تحت 20 سنة 2024 بمثابة التصفيات المؤهلة   | كانت كأس آسيا للسيدات تحت 20 سنة 2024 بمثابة التصفيات المؤهلة   |          |
| المجموع                                  | -                                        | 0/11                                     | -                                        | -                                        | -                                        | -                                        | -                                        | -                                        | -                                        | المجموع                                                         | -                                                               | -                                                               | -                                                               | -                                                               | -                                                               | -                                                               |          |

### كأس آسيا للسيدات تحت 20 سنة
| سجل كأس آسيا للسيدات تحت 20 سنة | سجل كأس آسيا للسيدات تحت 20 سنة | سجل كأس آسيا للسيدات تحت 20 سنة | سجل كأس آسيا للسيدات تحت 20 سنة | سجل كأس آسيا للسيدات تحت 20 سنة | سجل كأس آسيا للسيدات تحت 20 سنة | سجل كأس آسيا للسيدات تحت 20 سنة | سجل كأس آسيا للسيدات تحت 20 سنة | سجل كأس آسيا للسيدات تحت 20 سنة | سجل كأس آسيا للسيدات تحت 20 سنة |             | التصفيات | التصفيات | التصفيات | التصفيات | التصفيات | التصفيات | التصفيات |
| السنة                           | الدور                           | المركز                          | لعب                             | ف                               | ت                               | خ                               | له                              | عليه                            | لعب                             | المركز      | لعب      | ف        | ت        | خ        | له       | عليه     |          |
| ------------------------------- | ------------------------------- | ------------------------------- | ------------------------------- | ------------------------------- | ------------------------------- | ------------------------------- | ------------------------------- | ------------------------------- | ------------------------------- | ----------- | -------- | -------- | -------- | -------- | -------- | -------- | -------- |
| 2002                            | لم تدخل                         | لم تدخل                         | لم تدخل                         | لم تدخل                         | لم تدخل                         | لم تدخل                         | لم تدخل                         | لم تدخل                         | لم تدخل                         | لم تدخل     | لم تدخل  | لم تدخل  | لم تدخل  | لم تدخل  | لم تدخل  | لم تدخل  |          |
| 2004                            | لم تدخل                         | لم تدخل                         | لم تدخل                         | لم تدخل                         | لم تدخل                         | لم تدخل                         | لم تدخل                         | لم تدخل                         | لم تدخل                         | لم تدخل     | لم تدخل  | لم تدخل  | لم تدخل  | لم تدخل  | لم تدخل  | لم تدخل  |          |
| 2006                            | لم تدخل                         | لم تدخل                         | لم تدخل                         | لم تدخل                         | لم تدخل                         | لم تدخل                         | لم تدخل                         | لم تدخل                         | لم تدخل                         | لم تدخل     | لم تدخل  | لم تدخل  | لم تدخل  | لم تدخل  | لم تدخل  | لم تدخل  |          |
| 2007                            | لم تدخل                         | لم تدخل                         | لم تدخل                         | لم تدخل                         | لم تدخل                         | لم تدخل                         | لم تدخل                         | لم تدخل                         | لم تدخل                         | لم تدخل     | لم تدخل  | لم تدخل  | لم تدخل  | لم تدخل  | لم تدخل  | لم تدخل  |          |
| 2009                            | لم تدخل                         | لم تدخل                         | لم تدخل                         | لم تدخل                         | لم تدخل                         | لم تدخل                         | لم تدخل                         | لم تدخل                         | لم تدخل                         | لم تدخل     | لم تدخل  | لم تدخل  | لم تدخل  | لم تدخل  | لم تدخل  | لم تدخل  |          |
| 2011                            | لم تدخل                         | لم تدخل                         | لم تدخل                         | لم تدخل                         | لم تدخل                         | لم تدخل                         | لم تدخل                         | لم تدخل                         | لم تدخل                         | لم تدخل     | لم تدخل  | لم تدخل  | لم تدخل  | لم تدخل  | لم تدخل  | لم تدخل  |          |
| 2013                            | لم يتأهل                        | لم يتأهل                        | لم يتأهل                        | لم يتأهل                        | لم يتأهل                        | لم يتأهل                        | لم يتأهل                        | لم يتأهل                        | لم يتأهل                        | الرابع من 4 | 3        | 0        | 1        | 2        | 2        | 18       |          |
| 2015                            | لم يتأهل                        | لم يتأهل                        | لم يتأهل                        | لم يتأهل                        | لم يتأهل                        | لم يتأهل                        | لم يتأهل                        | لم يتأهل                        | لم يتأهل                        | 3 من 3      | 2        | 0        | 1        | 1        | 0        | 6        |          |
| 2017                            | لم يتأهل                        | لم يتأهل                        | لم يتأهل                        | لم يتأهل                        | لم يتأهل                        | لم يتأهل                        | لم يتأهل                        | لم يتأهل                        | لم يتأهل                        | الرابع من 4 | 3        | 0        | 0        | 3        | 0        | 25       |          |
| 2019                            | انسحب                           | انسحب                           | انسحب                           | انسحب                           | انسحب                           | انسحب                           | انسحب                           | انسحب                           | انسحب                           | انسحب       | انسحب    | انسحب    | انسحب    | انسحب    | انسحب    | انسحب    |          |
| 2024                            | لم يتأهل                        | لم يتأهل                        | لم يتأهل                        | لم يتأهل                        | لم يتأهل                        | لم يتأهل                        | لم يتأهل                        | لم يتأهل                        | لم يتأهل                        | الثاني من 3 | 2        | 1        | 0        | 1        | 3        | 7        |          |
| المجموع                         | -                               | 0/11                            | -                               | -                               | -                               | -                               | -                               | -                               | -                               | المجموع     | 10       | 1        | 2        | 7        | 5        | 56       |          |

### بطولة اتحاد غرب آسيا لكرة القدم للسيدات تحت 18 سنة
| بطولة اتحاد غرب آسيا لكرة القدم للفتيات تحت 18 سنة | بطولة اتحاد غرب آسيا لكرة القدم للفتيات تحت 18 سنة | بطولة اتحاد غرب آسيا لكرة القدم للفتيات تحت 18 سنة | بطولة اتحاد غرب آسيا لكرة القدم للفتيات تحت 18 سنة | بطولة اتحاد غرب آسيا لكرة القدم للفتيات تحت 18 سنة | بطولة اتحاد غرب آسيا لكرة القدم للفتيات تحت 18 سنة | بطولة اتحاد غرب آسيا لكرة القدم للفتيات تحت 18 سنة | بطولة اتحاد غرب آسيا لكرة القدم للفتيات تحت 18 سنة | بطولة اتحاد غرب آسيا لكرة القدم للفتيات تحت 18 سنة |
| السنة                                              | الدور                                              | المركز                                             | لعب                                                | ف                                                  | ت                                                  | خ                                                  | له                                                 | عليه                                               |
| -------------------------------------------------- | -------------------------------------------------- | -------------------------------------------------- | -------------------------------------------------- | -------------------------------------------------- | -------------------------------------------------- | -------------------------------------------------- | -------------------------------------------------- | -------------------------------------------------- |
| 2018                                               | المركز الثالث                                      | الثالث من 3                                        | 2                                                  | 0                                                  | 0                                                  | 2                                                  | 1                                                  | 7                                                  |
| 2019                                               | المركز الرابع                                      | الرابع من 7                                        | 4                                                  | 1                                                  | 0                                                  | 3                                                  | 10                                                 | 9                                                  |
| 2022                                               | انسحب                                              | انسحب                                              | انسحب                                              | انسحب                                              | انسحب                                              | انسحب                                              | انسحب                                              |                                                    |
| المجموع                                            | الأفضل: المركز الثالث                              | 2/3                                                | 6                                                  | 1                                                  | 0                                                  | 5                                                  | 11                                                 | 16                                                 |

## النتائج والمباريات الأخيرة

### 2023
| 2024 AFC U-20 qualification 8 March 2023 | فلسطين | 0–6   | نيبال                                            | الرام (القدس), Palestine                                      |
| 15:00 ت ع م+2                            |        | تقرير | *Shahi 22' (ركلة.)، 68'، 75'، 85' - Rai 30'، 81' | الملعب: ملعب فيصل الحسيني الدولي الحكم: Asaka Koizumi (Japan) |

| 2024 AFC U-20 qualification 10 March 2023 | جزر ماريانا الشمالية | 1–3   | فلسطين                               | الرام (القدس), Palestine                                                         |
| 15:00 ت ع م+2                             | *K. Chavez 87'       | تقرير | *Qassis 50'، 90+6' - El Zamamiri 61' | الملعب: ملعب فيصل الحسيني الدولي الحضور: 150 الحكم: Supiree Testhomya (Thailand) |